# آتزاته
آتزاته (به ایتالیایی: Azzate) یک کومونه در ایتالیا است که در استان وارزه واقع شده‌است.

## خصوصیات
آتزاته ۴ کیلومترمربع مساحت و ۳٬۸۲۰ نفر جمعیت دارد.